# Bothrinia
Bothrinia is een geslacht van vlinders van de familie van de Lycaenidae. De soorten van dit geslacht komen voor in India en China.

## Soorten
- Bothrinia chennellii (De Nicéville, 1884)
- Bothrinia nebulosa (Leech, 1890)